# Суперкубок Украины по футболу
Суперку́бок Украи́ны по футбо́лу — одноматчевый ежегодный украинский футбольный турнир, основанный в 2004 году. В розыгрыше Суперкубка Украины принимают участие победители Чемпионата Украины и Кубка Украины. Действующий победитель турнира — донецкий «Шахтёр», обыгравший 22 сентября 2021 года киевское «Динамо» на стадионе «Олимпийский» в Киеве со счетом 3:0.
С первого розыгрыша в 2004 году и по сей день в турнире принимают участие чемпион Украины и обладатель Кубка Украины предыдущего сезона. В случае если Кубок Украины и Чемпионат Украины выиграла одна команда, то в матче за Суперкубок Украины играют чемпион Украины и финалист Кубка Украины. Однако начиная с сезона 2015/16 в случае если один из участников Суперкубка делал «золотой дубль», то вторым становился серебряный призёр национального чемпионата. Проводится один матч (как правило, на нейтральном поле). С 2004 по 2007 и с 2015 по 2019 Суперкубок неизменно проводился на стадионе «Черноморец» в Одессе.
Если по окончании основного времени матча победитель не выявлен, сразу назначается серия послематчевых одиннадцатиметровых ударов.
Разыгрывается с 2004 года, участвовали победители Чемпионата и Кубка сезона 2003—2004 годов.
Суперкубок — переходящий приз. Взамен переходящего приза навсегда вручается его копия. В случае завоевания каким-либо клубом переходящего приза 3 раза подряд или 5 раз в общей сложности, приз остаётся в этом клубе навечно.
Матч за суперкубок проводит Объединение профессиональных футбольных клубов Украины «Премьер-лига», судейскую бригаду, делегата и инспектора матча назначает Федерация футбола Украины, награждение проводится совместно Премьер-лигой и Федерацией футбола.
«Шахтёр» (Донецк) и «Динамо» являются обладателями рекорда по количеству побед в турнире, выиграв его девять раз.
За всю историю проведения Суперкубка Украины победители только Чемпионата Украины выигрывали его 6 раз, обладатели «золотого дубля» — 5 раз, обладатели Кубка, финалисты Кубка и серебряные призёры чемпионата — по 2 раза.
В 2022 и 2023 годах проведение матча за Суперкубок было отменено в связи со вторжением на Украину российских войск
В 2024 и 2025 от проведения Суперкубка снова отказались.

## Результаты
| Год  | Место проведения                                                                               | Победитель                                                                                     | Счёт                                                                                           | Проигравший                                                                                    |
| ---- | ---------------------------------------------------------------------------------------------- | ---------------------------------------------------------------------------------------------- | ---------------------------------------------------------------------------------------------- | ---------------------------------------------------------------------------------------------- |
| 2025 | Проведение матча за Суперкубок было отменено в связи со вторжением на Украину российских войск | Проведение матча за Суперкубок было отменено в связи со вторжением на Украину российских войск | Проведение матча за Суперкубок было отменено в связи со вторжением на Украину российских войск | Проведение матча за Суперкубок было отменено в связи со вторжением на Украину российских войск |
| 2024 | Проведение матча за Суперкубок было отменено в связи со вторжением на Украину российских войск | Проведение матча за Суперкубок было отменено в связи со вторжением на Украину российских войск | Проведение матча за Суперкубок было отменено в связи со вторжением на Украину российских войск | Проведение матча за Суперкубок было отменено в связи со вторжением на Украину российских войск |
| 2023 | Проведение матча за Суперкубок было отменено в связи со вторжением на Украину российских войск | Проведение матча за Суперкубок было отменено в связи со вторжением на Украину российских войск | Проведение матча за Суперкубок было отменено в связи со вторжением на Украину российских войск | Проведение матча за Суперкубок было отменено в связи со вторжением на Украину российских войск |
| 2022 | Проведение матча за Суперкубок было отменено в связи со вторжением на Украину российских войск | Проведение матча за Суперкубок было отменено в связи со вторжением на Украину российских войск | Проведение матча за Суперкубок было отменено в связи со вторжением на Украину российских войск | Проведение матча за Суперкубок было отменено в связи со вторжением на Украину российских войск |
| 2021 | 22 сентября 2021 года Киев — «Олимпийский» Зрителей: 27 553                                    | «Шахтёр» (Донецк) Серебряный призёр Чемпионата Украины 2020/21                                 | 3 : 0 (1 : 0)                                                                                  | «Динамо» (Киев) Победитель Чемпионата Украины 2020/21 Обладатель Кубка Украины 2020/21         |
| 2020 | 25 августа 2020 года Киев — «Олимпийский» Зрителей: 0                                          | «Динамо» (Киев) Обладатель Кубка Украины 2019/20                                               | 3 : 1 (2 : 1)                                                                                  | «Шахтёр» (Донецк) Победитель Чемпионата Украины 2019/20                                        |
| 2019 | 28 июля 2019 года Одесса — «Черноморец» Зрителей: 27 400                                       | «Динамо» (Киев) Серебряный призёр Чемпионата Украины 2018/19                                   | 2 : 1 (2 : 1)                                                                                  | «Шахтёр» (Донецк) Победитель Чемпионата Украины 2018/19 Обладатель Кубка Украины 2018/19       |
| 2018 | 21 июля 2018 года Одесса — «Черноморец» Зрителей: 27 400                                       | «Динамо» (Киев) Серебряный призёр Чемпионата Украины 2017/18                                   | 1 : 0 (1 : 0)                                                                                  | «Шахтёр» (Донецк) Победитель Чемпионата Украины 2017/18 Обладатель Кубка Украины 2017/18       |
| 2017 | 15 июля 2017 года Одесса — «Черноморец» Зрителей: 34 146                                       | «Шахтёр» (Донецк) Победитель Чемпионата Украины 2016/17 Обладатель Кубка Украины 2016/17       | 2 : 0 (1 : 0)                                                                                  | «Динамо» (Киев) Серебряный призёр Чемпионата Украины 2016/17                                   |
| 2016 | 16 июля 2016 года Одесса — «Черноморец» Зрителей: 26 109                                       | «Динамо» (Киев) Победитель Чемпионата Украины 2015/16                                          | 4 : 3 п.п. (0 : 0) (1 : 1)                                                                     | «Шахтёр» (Донецк) Обладатель Кубка Украины 2015/16                                             |
| 2015 | 14 июля 2015 года Одесса — «Черноморец» Зрителей: 34 164                                       | «Шахтёр» (Донецк) Финалист Кубка Украины 2014/15                                               | 2 : 0 (0 : 0)                                                                                  | «Динамо» (Киев) Победитель Чемпионата Украины 2014/15 Обладатель Кубка Украины 2014/15         |
| 2014 | 22 июля 2014 года Львов — «Арена Львов» Зрителей: 34 347                                       | «Шахтёр» (Донецк) Победитель Чемпионата Украины 2013/14                                        | 2 : 0 (0 : 0)                                                                                  | «Динамо» (Киев) Обладатель Кубка Украины 2013/14                                               |
| 2013 | 10 июля 2013 года Одесса — «Черноморец» Зрителей: 32 400                                       | «Шахтёр» (Донецк) Победитель Чемпионата Украины 2012/13 Обладатель Кубка Украины 2012/13       | 3 : 1 (2 : 1)                                                                                  | «Черноморец» (Одесса) Финалист Кубка Украины 2012/13                                           |
| 2012 | 10 июля 2012 года Луганск — «Авангард» Зрителей: 21 050                                        | «Шахтёр» (Донецк) Победитель Чемпионата Украины 2011/12 Обладатель Кубка Украины 2011/12       | 2 : 0 (2 : 0)                                                                                  | «Металлург» (Донецк) Финалист Кубка Украины 2011/12                                            |
| 2011 | 5 июля 2011 года Полтава — «Ворскла» Зрителей: 24 750                                          | «Динамо» (Киев) Финалист Кубка Украины 2010/11                                                 | 3 : 1 (2 : 1)                                                                                  | «Шахтёр» (Донецк) Победитель Чемпионата Украины 2010/11 Обладатель Кубка Украины 2010/11       |
| 2010 | 4 июля 2010 года Запорожье — «Славутич-Арена» Зрителей: 10 500                                 | «Шахтёр» (Донецк) Победитель Чемпионата Украины 2009/10                                        | 7 : 1 (2 : 1)                                                                                  | «Таврия» (Симферополь) Обладатель Кубка Украины 2009/10                                        |
| 2009 | 11 июля 2009 года Сумы — «Юбилейный» Зрителей: 18 500                                          | «Динамо» (Киев) Победитель Чемпионата Украины 2008/09                                          | 4 : 2 п.п. (0 : 0) (0 : 0)                                                                     | «Ворскла» (Полтава) Обладатель Кубка Украины 2008/09                                           |
| 2008 | 15 июля 2008 года Полтава — «Ворскла» Зрителей: 24 850                                         | «Шахтёр» (Донецк) Победитель Чемпионата Украины 2007/08 Обладатель Кубка Украины 2007/08       | 5 : 3 п.п. (1 : 1) (1 : 1)                                                                     | «Динамо» (Киев) Финалист Кубка Украины 2007/08                                                 |
| 2007 | 10 июля 2007 года Одесса — «Черноморец» Зрителей: 28 000                                       | «Динамо» (Киев) Победитель Чемпионата Украины 2006/07 Обладатель Кубка Украины 2006/07         | 4 : 2 п.п. (2 : 2) (2 : 1)                                                                     | «Шахтёр» (Донецк) Финалист Кубка Украины 2006/07                                               |
| 2006 | 16 июля 2006 года Одесса — «Черноморец» Зрителей: 35 000                                       | «Динамо» (Киев) Обладатель Кубка Украины 2005/06                                               | 2 : 0 (1 : 0)                                                                                  | «Шахтёр» (Донецк) Победитель Чемпионата Украины 2005/06                                        |
| 2005 | 9 июля 2005 года Одесса — «Черноморец» Зрителей: 34 400                                        | «Шахтёр» (Донецк) Победитель Чемпионата Украины 2004/05                                        | 4 : 3 п.п. (1 : 1) (1 : 1)                                                                     | «Динамо» (Киев) Обладатель Кубка Украины 2004/05                                               |
| 2004 | 10 июля 2004 года Одесса — «Черноморец» Зрителей: 34 362                                       | «Динамо» (Киев) Победитель Чемпионата Украины 2003/04                                          | 6 : 5 п.п. (1 : 1) (1 : 0)                                                                     | «Шахтёр» (Донецк) Обладатель Кубка Украины 2003/04                                             |

## Статистика

### По клубам
По состоянию на 22 сентября 2021 года
| М   | Клуб                 | Победы | Поражения | Сезоны побед                                         | Сезоны поражений                               |
| --- | -------------------- | ------ | --------- | ---------------------------------------------------- | ---------------------------------------------- |
| 1   | Динамо (Киев)        | 9      | 6         | 2004, 2006, 2007, 2009, 2011, 2016, 2018, 2019, 2020 | 2005, 2008, 2014, 2015, 2017, 2021             |
| 2   | Шахтер (Донецк)      | 9      | 8         | 2005, 2008, 2010, 2012, 2013, 2014, 2015, 2017, 2021 | 2004, 2006, 2007, 2011, 2016, 2018, 2019, 2020 |
| 3-6 | Ворскла (Полтава)    | 0      | 1         | —                                                    | 2009                                           |
| 3-6 | Таврия (Симферополь) | 0      | 1         | —                                                    | 2010                                           |
| 3-6 | Металлург (Донецк)   | 0      | 1         | —                                                    | 2012                                           |
| 3-6 | Черноморец (Одесса)  | 0      | 1         | —                                                    | 2013                                           |

### По турнирам
По состоянию на 23 сентября 2021 года
| Турнир                          | Победители | Проигравшие | Прим. |
| ------------------------------- | ---------- | ----------- | ----- |
| Чемпионы Премьер-лиги           | 6          | 3           |       |
| Выигравшие «золотой дубль»      | 5          | 5           |       |
| Обладатели Кубка                | 2          | 6           |       |
| Финалисты Кубка                 | 2          | 4           |       |
| Серебряные призёры Премьер-лиги | 3          | 1           |       |

### По тренерам
По состоянию на 22 сентября 2021 года
| № | Имя                  | Клуб                           | Победы | Поражения |
| - | -------------------- | ------------------------------ | ------ | --------- |
| 1 | Мирча Луческу        | Шахтёр (Донецк), Динамо (Киев) | 8      | 5         |
| 2 | Александр Хацкевич   | Динамо (Киев)                  | 2      | 1         |
| 3 | Анатолий Демьяненко  | Динамо (Киев)                  | 2      | —         |
| 4 | Сергей Ребров        | Динамо (Киев)                  | 1      | 2         |
| 4 | Паулу Фонсека        | Шахтёр (Донецк)                | 1      | 2         |
| 5 | Юрий Сёмин           | Динамо (Киев)                  | 1      | 1         |
| 6 | Алексей Михайличенко | Динамо (Киев)                  | 1      | —         |
| 6 | Валерий Газзаев      | Динамо (Киев)                  | 1      | —         |
| 6 | Роберто де Дзерби    | Шахтёр (Донецк)                | 1      | —         |
| 7 | Луиш Каштру          | Шахтёр (Донецк)                | —      | 2         |
| 8 | Леонид Буряк         | Динамо (Киев)                  | —      | 1         |
| 8 | Николай Павлов       | Ворскла (Полтава)              | —      | 1         |
| 8 | Сергей Пучков        | Таврия (Симферополь)           | —      | 1         |
| 8 | Владимир Пятенко     | Металлург (Донецк)             | —      | 1         |
| 8 | Роман Григорчук      | Черноморец (Одесса)            | —      | 1         |

## Бомбардиры
По состоянию на 23 сентября 2021 года
| № | Имя               | Клуб            | Голы |
| - | ----------------- | --------------- | ---- |
| 1 | Александр Гладкий | Шахтёр (Донецк) | 4    |
| 2 | Луис Адриано      | Шахтёр (Донецк) | 3    |
| 2 | Артём Милевский   | Динамо (Киев)   | 3    |
| 2 | Фред              | Шахтёр (Донецк) | 3    |
| 3 | Олег Гусев        | Динамо (Киев)   | 2    |
| 3 | Тарас Михалик     | Динамо (Киев)   | 2    |
| 3 | Факундо Феррейра  | Шахтёр (Донецк) | 2    |
| 3 | Алан Патрик       | Шахтёр (Донецк) | 2    |
| 3 | Лассина Траоре    | Шахтёр (Донецк) | 2    |

По 1 голу забивали 26 футболистов 4 клубов:
- «Шахтёра» (Бернард, Виллиан, Жадсон, Жуниор Мораес, Коста, Левандовский, Марлос, Рац, Срна, Тайсон, Ткаченко, Фернандиньо, Чигринский, Элано)
- «Динамо» (Белькевич, Бурда, Буяльский, Вида, Гармаш, Де Пена, Диакате, Маркович, Родригеш, Соль)
- «Черноморца» (Антонов)
- «Таврии» (Фещук)

## Трофей
Суперкубок — переходящий приз. Взамен переходному призу клубу-победителю навсегда вручается его уменьшенная копия. В 2009 году Суперкубок Украины образца 2004—2009 годов навсегда остался в «Динамо» (Киев), как последнего обладателя этого трофея. Накануне Суперкубка 2010 в Запорожье был представлен совершенно новый трофей, который и был разыгран. Однако после победы «Динамо» (Киев) в Суперкубке 2011, которая для киевлян стала пятой, суперкубок образца 2010—2011 годов также был передан «Динамо» (Киев) навсегда. Так как по положению ФФУ, клуб, завоевавший Суперкубок пять раз, получает право на его на вечное хранение, с 2012 года этот трофей стал выглядеть иначе.